# 村上水軍 (イラストレーター)
村上水軍（むらかみすいぐん）は、日本のイラストレーター、原画家、グラフィッカー。山口県出身、東京都昭島市在住。フリーで活動。代表作に『夏色の砂時計』などがある。
1998年に発売されたPCゲーム『紺碧塔組合』（アウトロー）以降、多数のアダルトゲームおよび家庭用ゲームのキャラクターデザイン、出版物の挿絵を担当する。また、同人サークル「村上水軍の館」を主宰しており、1990年代よりメイドをテーマにした作品を発表し続けている、古参サークルの1つでもある。なかでも、メイド着衣緊縛フェチを扱ったイラスト集『F-ism』シリーズを長期間に渡って描き続けている。

## 経歴
工業高校に進学し、建築学科に所属していた。高校卒業後には関西地域で展開していた建設会社に入社し、図面を書くなど、工事現場監督として働く。その5年後には退社し、日本ファルコムにグラフィッカーとして入社、『イースエターナル』などの制作に携わる。日本ファルコムを約半年で退社したのち、フリーランスの原画家としての活動を続けている。

## 作品リスト

### アダルトゲーム
- 紺碧塔組合（アウトロー）
- 上海侍女物語（ライトプラン）
- メイド狩り（evolution）
- 連鎖 〜裏切りの鎖〜（Selen）
- ドリル少女スパイラル・なみ（evolution）
- Natural Zero plus 〜はじまりと終わりの場所で〜（F&C） ※一部
- お約束LOVE（林組）
- Toon（TEATIME）
- Piaキャロットへようこそ!!G.O. 〜グランド・オープン〜（F&C） ※一部
- SilveryWhite 〜君と出逢った理由〜（桜月）
- 熱帯低気圧少女（H℃）
- ここより、はるか（PleatsSoft）
- Piaキャロットへようこそ!!4（F&C）
- ヒメと魔神と恋するたましぃ（オレンジペコ）
- 恋色マリアージュ（ま〜まれぇど）

### 一般ゲーム
- 夏色の砂時計（プリンセスソフト） ※逆移植の18禁版アリ
- D→A:BLACK（トンキンハウス）
- D→A:WHITE（トンキンハウス）
- レッスルエンジェルス サバイバー（サクセス） ※一部
- 熱帯低気圧少女（Nine's fox）

### 挿絵
- 文野ヒカル『With You 〜みつめていたい〜 真奈美編』（ワニブックス、1999年） ISBN 4-8470-3320-5
- 橘樹里『With You 〜みつめていたい〜 菜織編』（ワニブックス、1999年） ISBN 4-8470-3323-X ※以上2作、いずれも本文イラスト。
- 天使のよろこび（マシス） ※パッケージのみ
- 沢上水也『プライベート・ポリス』（徳間書店、2008年）ISBN 978-4199051869

### 表紙イラスト
- パソコンパラダイス（2007年5月号 - 2008年4月号）

### 画集
- メイド狩り公式ビジュアルブック（ベストセラーズ、1999年） ISBN 978-4584165065
- 村上水軍作品集 Lily White（コアマガジン、2009年） ISBN 978-4862526571

### その他
- 漫画 『とある科学の超電磁砲』 第11巻 ゲストイラスト